# Enzo Tesic
Pour les articles homonymes, voir Tesic.
Enzo Tesic, né le 7 janvier 2000 à Tournan-en-Brie, est un nageur français.

## Carrière
Enzo Tesic fait partie du relais français éliminé en séries du 4 × 200 mètres nage libre aux Jeux olympiques d'été de 2020 à Tokyo.
Il est sacré champion de France du 200 mètres 4 nages aux Championnats de France de natation 2022 à Limoges.